# Georges Eugène Charles Beauvisage

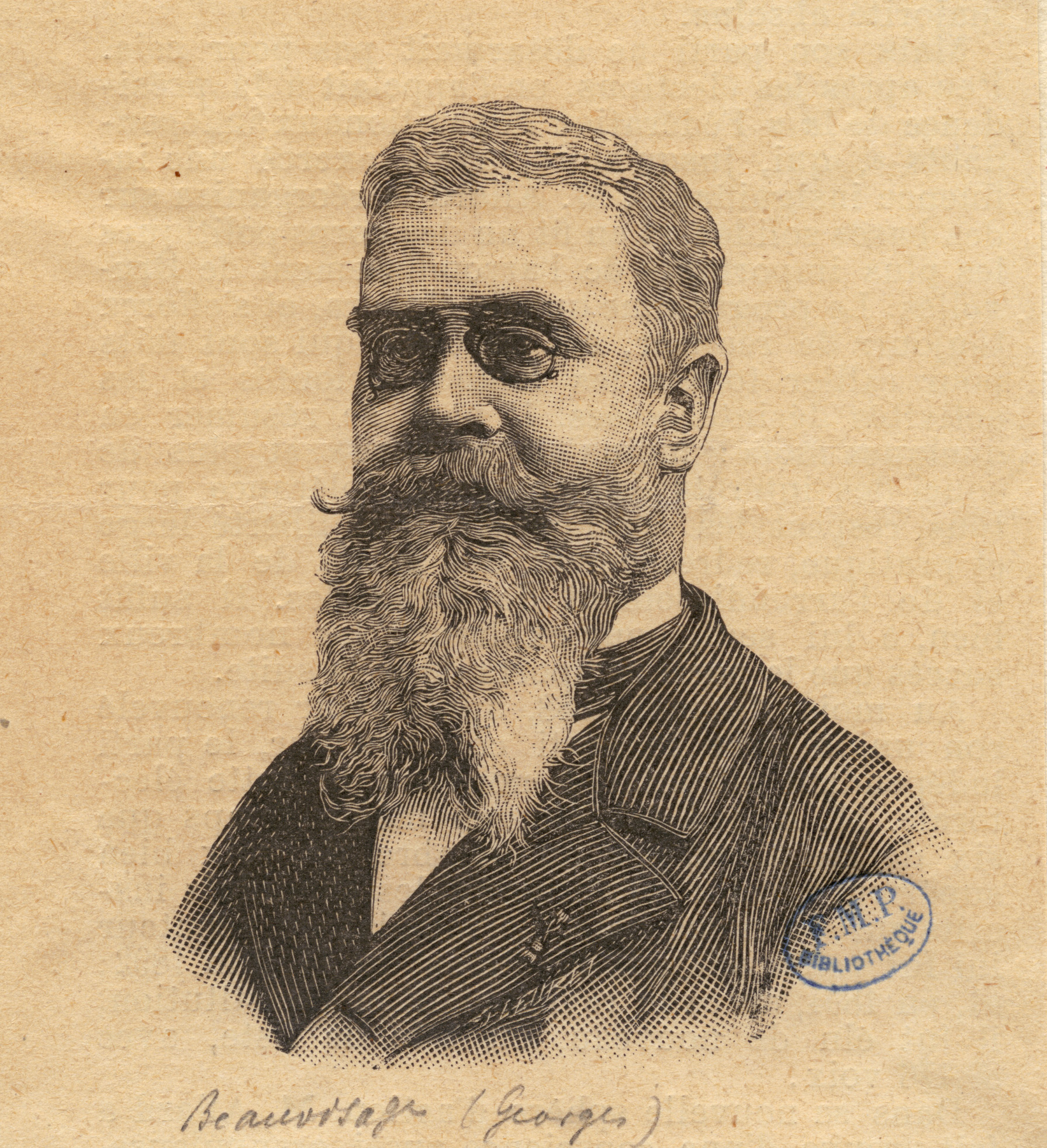
Georges Eugène Charles Beauvisage

Georges Eugène Charles Beauvisage (geb. 29. Januar 1852 in Paris; gest. 8. April 1925 in Lyon) war ein französischer Botaniker und Politiker.

## Leben
1881 promovierte er in Paris zum Doktor der Medizin und erwarb im darauf folgenden Jahr den Titel eines Bachelor of Science. Im Jahr 1883 erhielt er an der Fakultät für Medizin und Pharmazie in Lyon eine Agrégation für Naturgeschichte und 1891 einen Abschluss in Pharmazie. Im Jahr 1903 wurde er Professor an der Universität Lyon.
Ab 1896 war er als Stadtrat und stellvertretender Bürgermeister in Lyon tätig. Im Jahr 1909 wurde er als Vertreter des Département Rhône in den Senat gewählt. Er war Mitglied der Fraktion Gauche démocratique.
Als Botaniker führte er umfangreiche Studien der Sammlungen von Xavier Montrouzier aus Neukaledonien durch. 1890 benannte Jean Baptiste Louis Pierre ihm zu Ehren die Gattung Beauvisagea (Familie Sapotaceae). Beauvisage war Mitglied der Société botanique de France und war maßgeblich an der Entwicklung des Botanischen Gartens von Lyon im Parc de la Tête d’Or beteiligt. Sein offizielles botanisches Autorenkürzel lautet „Beauvis.“.

## Publikationen (Auswahl)
- 1881: Contribution à l'étude des origines botaniques de la gutta-percha, Paris : G. Carpentier OCLC 467963722
- 1883: Thèse... Les galles utiles, Paris : O. Doin OCLC 467963725
- 1887: Observations sur deux roses prolifères, Association typographique
- 1888: La Course des faisceaux dans la tige du « Dioscorea Batatas », Lyon :
- 1892: Guide des étudiants en médecine et en pharmacie et des élèves herboristes au Jardin botanique de la Faculté de Lyon, Lyon : H. Georg OCLC 610265234
- 1894: Toxicité des graines de ricin, Paris : J.-B. Baillière et Fils
- 1897: Deuxième note sur l'herbier du R. P. Montrouzier, le genre Eutrecasteauxia Montr, Annales de la société botanique de Lyon, XII
- 1901: La méthode d'observation fondée sur l'arithmétique et la géométrie concrètes, F. Alcan, Paris OCLC 53681842
- 1904: Conseils aux voyageurs pour les récoltes d'échantillons botaniques de plantes utiles, médicinales, alimentaires ou industrielles
- 1914: Mit A. Guillaumin: Species Montrouzieranae seu enumeratio plantarum in Nova Caledonia terrisque adjacentibus a R.P. Montrouzier lectarum, Impr. de A. Rey
- 1917: Pour l'esprit de qualité contre l'esprit de quantité
- 1919: Maintenant... ! Réformons l'éducation-nationale. Précédé d'une introduction par M. Edouard Herriot, Paris, E. Figuière

## Ehrungen und Auszeichnungen
Dedikationsnamen Eine Gattung und zwei Arten sind ihm gewidmet:
- Beauvisagea Pierre (Familie der Sapotaceae)
- Xanthostemon beauvisageii Pamp. (1905), Myrtaceae aus Neukaledonien
- Palaquium beauvisageii Burck (1885), Sumatra-Sapotacee